# Fairhope (Alabama)
Fairhope ist eine Stadt an der Mobile Bay im Baldwin County im US-Bundesstaat Alabama. 2020 hatte Fairhope 22.477 Einwohner auf einer Fläche von 28,5 km². Die Stadt liegt bei den geographischen Koordinaten 30,51° Nord, 87,88° West.	
Die Stadt ist ein Erholungsort. Es wird zum Beispiel Wassersport angeboten. Des Weiteren gibt es eine Künstlergemeinschaft, einige alte Speicher sowie viele Boutiquen. Die Straßen sind mit Blumen geschmückt. Die Blumen werden mit der Jahreszeit geändert.
Das Klima ist sub-tropisch. Die Stadt produziert vier Ernten pro Jahr: gewöhnlich Kartoffeln, Mais, Sojabohnen und Wassermelonen.

## Demographie
Bei der Volkszählung aus dem Jahr 2000 hatte Fairhope 12.480 Einwohner, die sich auf 5345 Haushalte und 3575 Familien verteilten. Die Bevölkerungsdichte betrug somit 438,1 Einwohner/km². 90,22 % der Bevölkerung waren weiß, 7,79 % afroamerikanisch. In 27 % der Haushalte lebten Kinder unter 18 Jahren. Das Durchschnittseinkommen betrug 42.913 Dollar pro Haushalt, wobei 7,5 % der Bevölkerung unterhalb der Armutsgrenze lebten.

## Geschichte
16 Bauwerke und Stätten in Fairhope sind im National Register of Historic Places (NRHP) eingetragen (Stand 30. Juni 2019).